# Dedalo (rivista)
Dedalo è stata una rivista di critica d'arte, ideata e fondata nel mese di giugno 1920 dall'editore Emilio Bestetti, che ne affidò la direzione a Ugo Ojetti fino al 1933, quando le pubblicazioni ebbero termine. Dal 1920 al 1931 fu stampata dalla casa editrice di Emilio Bestetti e Calogero Tumminelli e poi per gli ultimi due anni dalla Treves-Treccani-Tumminelli.

## Caratteri della rivista

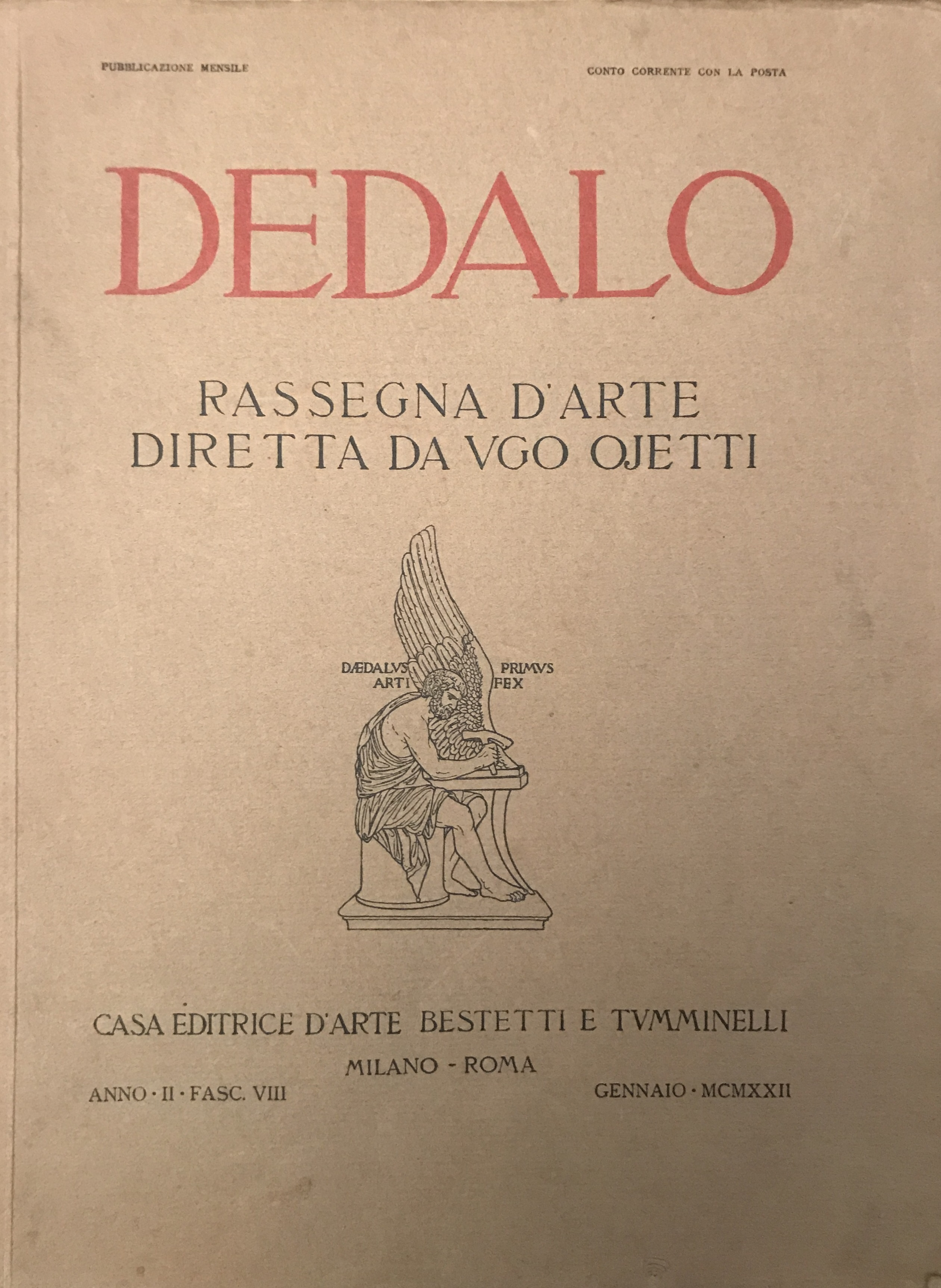
Rivista mensile d'arte "Dedalo" della Bestetti Edizioni d'Arte, diretta da Ugo Ojetti, 1921

L'impostazione che Ojetti diede alla rivista d'arte dell'Editore Bestetti si caratterizzava per gli elementi di novità nel panorama italiano della critica d'arte: il primo di essi era la volontà di rivolgersi a un pubblico ampio, svolgendo una funzione divulgativa dell'arte; un secondo era costituito dall'attenzione posta sull'apparato iconografico a corredo degli articoli, con illustrazioni di estrema cura e leggibilità, al cui potere comunicativo era attribuita una parte preponderante nell'economia del testo. Manifestazioni di questa impronta divulgativa erano gli articoli tesi a far conoscere le opere conservate in collezioni private fiorentine come la Galleria Corsini e la Collezione Cecconi.
Un'altra caratteristica era l'attenzione posta non solo sulle manifestazioni magniloquenti dell'arte ma anche sui prodotto delle arti minori - tessuti, ricami, ceramiche, maioliche - terrecotte, oggetti di uso comune - e sulle manifestazioni primitive come il presepe napoletano.

## Il fondo Ojetti della Soprintendenza di Roma
I negativi delle illustrazioni (oltre 400) fecero parte di un fondo archivistico di cui Ojetti fece dono nel 1943 alla Soprintendenza di Roma, allora guidata dal suo amico Giovanni Poggi: il fondo, formato nel complesso da 848 immagini, era integrato da illustrazioni provenienti da opere di storia dell'arte: i due volumi dell'Atlante di storia dell'arte italiana (realizzato con Luigi Dami), Il Giardino Italiano di Dami e La Pittura Italiana del '600 e '700. Catalogo della mostra a Palazzo Pitti (1922), di Ojetti, Dami e Nello Tarchiani.